# Jordi Anguera i Cailà
Jordi Anguera i Cailà (Reus, 1840 - Barcelona, 14 de setembre de 1919) va ser un metge català, pare de Josep Oriol Anguera de Sojo, advocat i de Jordi Maria Anguera i de Sojo, metge. Marit de Maria del Carme de Sojo i Ballester.

## Biografia
Fill de Jordi Anguera i Brígida Caylà. Va estudiar a la Facultat de Medicina de la Universitat de Barcelona i es va doctorar a Madrid el 1867. Viatjà un any a París per perfeccionar estudis. Tornat a Barcelona, fou membre de la Junta Provincial de Sanitat i actuà a l'epidèmia de febre groga de 1870. Membre de la Reial Acadèmia de Medicina el 1872 on hi va ingressar amb el treball "Etiología y tratamiento de la fiebre amarilla". Va ser el primer president de la "Societat Mèdico-Farmacèutica dels Sants Cosme i Damià" que contribuí a fundar. Destacà en l'estudi de les qüestions mèdiques relacionades amb el dogma catòlic.
Va ser el metge fundador, juntament amb Mossèn Josep Pons i Rabadà, de l'Hospital de l'Esperit Sant de Santa Coloma de Gramenet, per a tuberculosos. S'havia casat a Reus amb Maria del Carme de Sojo el 1872.